# UFC 92
UFC 92: The Ultimate 2008 fue un evento de artes marciales mixtas celebrado por Ultimate Fighting Championship el 27 de diciembre de 2008 en el MGM Grand Garden Arena, en Las Vegas, Nevada.

## Historia
El evento principal contó con una pelea por el campeonato de peso semipesado de UFC entre el aspirante Rashad Evans y el campeón Forrest Griffin.
El evento coestelar contó con una pelea por el campeonato interino de peso pesado entre el excampeón de peso pesado de UFC Frank Mir y el excampeón de peso pesado de PRIDE y actual campeón interino de peso pesado de UFC Antônio Rodrigo Nogueira.
El segundo coevento principal fue una pelea entre el excampeón de peso semipesado de UFC Quinton Jackson y el excampeón de peso medio de PRIDE Wanderlei Silva.

## Resultados
1. ↑  Por el Campeonato de Peso Semipesado de UFC.
2. ↑  Por el Campeonato Interino de Peso Pesado de UFC.

## Premios extra
Cada peleador recibió un bono de $60,000.
- Pelea de la Noche: Forrest Griffin vs. Rashad Evans
- KO de la Noche: Quinton Jackson
- Sumisión de la Noche: No hubo sumisiones.